# St. Germanus (Weißandt-Gölzau)

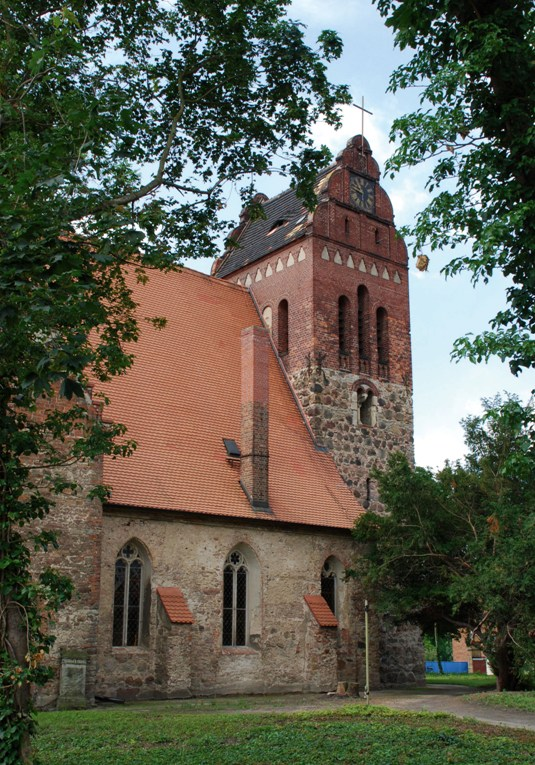
Ansicht von Nordosten

Die Kirche St. Germanus ist die evangelische Kirche von Weißandt-Gölzau. Sie befindet sich in der Stadt Südliches Anhalt im Landkreis Anhalt-Bitterfeld in Sachsen-Anhalt. Das Gotteshaus steht unter Denkmalschutz und ist im Denkmalverzeichnis mit der Erfassungsnummer 094 70794 als Baudenkmal eingetragen.

## Lage
Das Gotteshaus wurde im Dorf Groß-Weißandt errichtet, das später mit anderen Dörfern zu Weißandt-Gölzau verschmolz. Im Dorf befindet sich die Kirche in unmittelbarer Nähe zur einstigen Burg und direkt neben dem später errichteten Gutshaus südlich des Dorfzentrums.

## Geschichte und Architektur
Stilistisch gehören die ältesten Teile der Kirche, insbesondere der Turmunterteil mit seinen Zwillingsarkaden, in die Zeit der Ersterwähnung im Jahr 1202. Auch das Patrozinium St. Germanus deutet auf eine Errichtung vor dem Jahr 1200 hin. Der Feldsteinturm wurde im Jahr 1902 durch Friedrich Gothe um ein Glockengeschoss aus Backstein im Stil der Neurenaissance erhöht, wobei er sich an dem vorherigen Oberteil von 1590 orientierte. Das Schiff stammt inschriftlich aus dem Jahr 1496 und ist dementsprechend spätgotisch geprägt. Vermutlich zeitgleich entstand der Chor samt Nordsakristei.

## Inneres und Ausstattung
Das Innere wurde bei einem Umbau im Jahr 1872 stark verändert. Aus dieser Zeit stammen Altar, Kanzel und Taufstein, sowie die Holztonne im Schiff und die Hufeisenempore. Schiff und Chor trennt eine halbkreisförmiger Triumphbogen. Im Chor findet sich ein einfaches Netzgewölbe an der Decke, in der Sakristei hingegen ein Kreuzrippengewölbe. In der Kirche sind aber auch ältere Zeugnisse erhalten, etwa ein Rittergrabstein des 16. Jahrhunderts oder ein Epitaph von Gebhard Siegfried von Plotho († 1689). In der Kirche befindet sich zudem eine Orgel aus dem Jahr 1695, die 1872 neu eingefasst und im Jahr 2008 restauriert wurde.